# Блиё
Блиё (фр. Blieux, окс. Blieus) — коммуна во Франции, находится в регионе Прованс — Альпы — Лазурный Берег. Департамент коммуны — Альпы Верхнего Прованса. Входит в состав кантона Баррем. Округ коммуны — Динь-ле-Бен.
Код INSEE коммуны — 04030.

## Население
Население коммуны на 2008 год составляло 57 человек.
| 1962 | 1968 | 1975 | 1982 | 1990 | 1999 | 2008 |
| ---- | ---- | ---- | ---- | ---- | ---- | ---- |
| 73   | 59   | 54   | 59   | 57   | 59   | 57   |

## Экономика
В 2007 году среди 37 человек в трудоспособном возрасте (15—64 лет) 22 были экономически активными, 15 — неактивными (показатель активности — 59,5 %, в 1999 году было 75,7 %). Из 22 активных работали 15 человек (7 мужчин и 8 женщин), безработных было 7 (5 мужчин и 2 женщины). Среди 15 неактивных 4 человека были учениками или студентами, 5 — пенсионерами, 6 были неактивны по другим причинам.

## Достопримечательности
- Руины замка (XII—XIII века)
- Астрономическая обсерватория
- Церковь Сен-Симфорьен (XVII век)
- Церковь Св. Елизаветы Португальской
- Часовни: Ба-Шодуль, Ла-Тюильер (руины), Сен-Пон (руины)